# ماسیمیلیانو موری
ماسیمیلیانو موری (ایتالیایی: Massimiliano Mori؛ زادهٔ ۸ ژانویهٔ ۱۹۷۴) دوچرخه‌سوار اهل ایتالیا است. وی در مسابقات تور دو فرانس و جیرو دیتالیا شرکت کرده است.